# Змачинский, Владимир Михайлович
Владимир Михайлович Змачинский (пол. Włodzimierz Zmaczyński; 14 августа 1902, Киев — 23 сентября 1966, Москва) — советский инженер, генерал-майор инженерных войск ВС СССР.

## Биография
Родился в польской семье в Киеве. Родители — Михаил и Казимира. В 1904 году умер отец, и Владимир переехал с матерью в Петербург, окончил 5 классов реального училища. С января 1919 года работал в комиссариате обеспечения, с декабря 1919 года — член РКП(б). Учился в Петроградском институте путей и сообщений, позже служил в РККА. Участник гражданской войны в России и советско-польской войны, был ранен. В 1921 году демобилизован.
В 1924 году окончил инженерное училище, в 1925 году — школу командиров в Ленинграде. В 1926—1932 годах работал инженером на строительстве дорог и дренажных сооружений. Продолжил службу в РККА как командир учебного взвода, полковой школы младших командиров, командир роты и командир батальона. Слушатель Военно-инженерной академии имени Куйбышева в 1934—1940 годах, главный механик Западного военного округа с 1940 года.
С 1941 года — командир отряда на Западном фронте Великой Отечественной войны, начальник штаба сапёрной бригады. С осени 1942 года — подполковник. С 1943 года — преподаватель офицерской школы инженеров. В апреле 1944 года направлен в Войско Польское, работал старшим преподавателем по сапёрной подготовке в Высшем пехотном училище в Рязани. С осени 1944 года — полковник сапёрных войск, с сентября 1945 года — начальник отдела боевой подготовки в Военно-инженерном отделе Министерства национальной обороны Польши. С марта 1946 года заместитель начальника инженерно-сапёрного отдела Министерства национальной обороны Польши, с 27 декабря 1949 года — начальник 4-го отдела Генерального штаба Войска Польского. С 1 февраля 1951 года — декан факультета инженерно-сапёрных войск Военно-технической академии Варшавы.
31 мая 1954 года по приказу Совета Министров СССР произведён в генерал-майоры. Осенью 1955 года вернулся в СССР.

## Награды

### Польша
- Офицерский крест Ордена Возрождения Польши (1945)
- Золотой Крест Заслуги (1946, 1954)
- Серебряный Крест Заслуги (1946)
- Серебряная медаль «Вооружённые силы на службе Родине» (1954)

### СССР
- Орден Ленина
- Орден Красной Звезды (1945)
- Орден Красного Знамени
- Медаль «За боевые заслуги» (1944)
- Медаль «За победу над Германией в Великой Отечественной войне 1941—1945 гг.»